# 曹世表
曹 世表（そう せいひょう、474年頃 - 527年頃）は、北魏の軍人。字は景昇。本貫は魏郡魏県。魏の大司馬曹休の九世孫にあたる。

## 経歴
曹慶の子として生まれた。幼いころに父を失ったが、態度は礼儀にかない、独学して群書を渉猟した。499年（太和23年）、任城王元澄の推挙により国子助教となった。後に司徒記室に転じた。賈思伯・盧同・辛雄らと交友関係を結んだ。永平年間、兗州左将軍府司馬に任じられたが、病のために解任された。延昌年間、清河郡太守に任じられ、官事の節約につとめた。正光年間、前将軍・通直散騎常侍の位を受けた。524年（正光5年）、京兆王元継が西征すると、世表は従事中郎として従軍し、水軍を統率して有能で知られた。洛陽に帰還すると、司空長史に任じられた。孝昌年間、山東で反乱が続発すると、世表は持節として反乱者の帰降工作にあたった。洛陽に帰還すると、尚書右丞に転じた。
後に征虜将軍の位を加えられ、豫州刺史を代行した。527年（孝昌3年）、梁の将の湛僧珍が東豫州を落とすと、豫州の民の劉獲・鄭弁が州の境界で北魏にそむき、梁に内応した。北魏の朝廷は源子恭を世表に代えて豫州に赴任させ、世表は東南道行台となって、元安平・元顕伯・皇甫鄧林らを率いて梁軍を討つこととなった。梁軍は小殷関を占拠して交通を遮断していたが、北魏の諸将は敗残の寄せ集めで兵力が少なく、城を固めて討って出ようとしなかった。このとき世表は背中の腫れ物を患っていたため、輿に乗って城外に出ると、統軍の是云宝に兵権を委ねて奇襲を命じた。是云宝が日暮れに出立して夜襲をかけると、梁軍は不意をつかれて湛僧珍は敗走した。鄭弁は源子恭と旧交があったため、源子恭のところに逃げ込んで匿われた。世表は諸将や官吏らで大人数を立てて、源子恭を責め立て、鄭弁の身柄を確保すると、これを斬って首級を洛陽に届けた。世表は東南道行台のまま再び行豫州事となった。
洛陽に帰還すると、左将軍の位を加えられ、尚書東道行台を兼ね、黄河に沿って鎮戍を立て、葛栄の乱に備えた。青州におもむいたところ、病のために死去した。享年は54。永熙年間、平東将軍・斉州刺史の位を追贈された。

## 伝記資料
- 『魏書』巻72 列伝第60
- 『北史』巻45 列伝第33